# Banco Central de la República de Guinea
El Banco Central de la República de Guinea (en francés: Banque centrale de la République de Guinée) es el banco central de Guinea.

## Historia
El banco fue establecido el 1 de marzo de 1960. Ousmane Baldé fue presidente del banco en la década de 1960 antes de su ejecución en 1971. En 1972, el presidente Ahmed Sékou Touré asumió la gobernación del Banco, anexionándolo formalmente a la Presidencia.

## Actividades
El Banco promueve activamente la política de inclusión financiera y es un miembro destacado de la Alianza para la Inclusión Financiera. También es una de las 17 instituciones reguladoras originales para hacer compromisos nacionales específicos con la inclusión financiera bajo la Declaración Maya durante el Foro de Política Global 2011 celebrado en México.